# لافایت غربی (ایندیانا)
لافایت غربی، ایندیانا (به انگلیسی: West Lafayette, Indiana) یک شهر در ایالات متحده آمریکا با جمعیت ۲۹٬۵۹۶ نفر است که در ایندیانا واقع شده‌است.